# 栗山運動公園 (境町)
栗山運動公園（くりやまうんどうこうえん）は茨城県猿島郡境町に所在する境町が設置、管理・運営する公園である。

## 概要
栗山運動公園は大字栗山に整備されたことから、この名称が付いている公園である。敷地内は多目的広場を中心に整備されており、比較的生育の進んだ桜の木も植生している。この他、植栽としてアオキや欅などが植生しており、トイレが設置されている。

## 施設
- 多目的広場
- トイレ
- 街灯
- ベンチ
- 「栗山運動公園」の標柱
- 桜
- 欅
- リュウノヒゲ
- アオキ
- ツゲ
- 棕櫚

## 所在地
- 〒306-0412
- 茨城県猿島郡境町大字栗山[2]

## 周辺・関連項目
- 茨城県立坂東総合高等学校
- 境杉の子幼稚園
- 境山崎郵便局
- 山崎北公民館
- ふれあいの里公園
- 茨城むつみ農業協同組合　長田支店
- 境町立長田小学校
- 鵠戸川